# 黒羽根此面
黒羽根此面（くろばね このも、旧姓：白井、生没年不詳）は、日本の僧侶、修験者、檀所院院主。出羽国黒羽根氏の始祖。

## 人物
出羽国酒田（現・酒田市）に酒田士族・白井半内の子として生れ、のちに羽黒修験の修験者となる。
明治政府の神仏分離により羽黒権現が廃され、出羽神社に改組された。その影響により、1870年（明治3年）黒羽根ら羽黒山の僧侶たちが復飾・改名を余儀なくされた。
改名をするにあたり、 羽黒の二文字を逆にし、その後ろに根を付け『黒羽根』という新しい姓を名乗った。
その後、手向村（現・鶴岡市羽黒町）の寺院・檀所院の院主を明治20年頃までつとめた。

## 関連書
- 1999年（平成11年） - 『懐かしき人々 - 父の父たちの物語 - 』 黒羽根洋司（著）

## 家族親族
- 父：白井半内 - 酒田士族
- 妻：服部豊 - 服部和助（大山北李の三男）の長女。
- 弟：白井秀明 - 金山に改姓。
- 長女：黒羽根おはち - 神林家に嫁す。
- 次女：黒羽根新 - 金山家へ養女。
- 長男：黒羽根秀雄 - 海軍大佐、防護巡洋艦「対馬」艦長
- 孫（秀雄・長男）：黒羽根忠雄 - 内科学者、医学博士、医師
- 孫（秀雄・長女）：黒羽根豊子 - 田林真太郎の妻
- 孫（秀雄・次男）：黒羽根節雄 - 医師
- 曾孫（忠雄・長男）：黒羽根生自 - 医学博士、医師
- 曾孫（忠雄・長女）：黒羽根克子 - 湯浅和男（医学博士、医師）の妻
- 曾孫（忠雄・次男）：黒羽根革躬 - 医学博士、医師
- 曾孫（節雄・長男）：黒羽根秀機 - 医学博士、医師
- 曾孫（節雄・長女）：黒羽根節子 - 伊藤良三（医学博士、医師）の妻
- 曾孫（節雄・次男）：黒羽根洋司 - 整形外科医師、エッセイスト